# Sutton (Vermont)
Sutton és una població dels Estats Units a l'estat de Vermont. Segons el cens del 2000 tenia 1.001 habitants.

## Demografia
Segons el cens del 2000, Sutton tenia 1.001 habitants, 366 habitatges, i 270 famílies. La densitat de població era de 10,1 habitants per km².
Dels 366 habitatges en un 38,3% hi vivien nens de menys de 18 anys, en un 61,5% hi vivien parelles casades, en un 6,3% dones solteres, i en un 26,2% no eren unitats familiars. En el 18,6% dels habitatges hi vivien persones soles el 7,7% de les quals corresponia a persones de 65 anys o més que vivien soles. El nombre mitjà de persones vivint en cada habitatge era de 2,73 i el nombre mitjà de persones que vivien en cada família era de 3,1.
Per edats la població es repartia de la següent manera: un 29,8% tenia menys de 18 anys, un 5,8% entre 18 i 24, un 27,9% entre 25 i 44, un 25% de 45 a 60 i un 11,6% 65 anys o més.
L'edat mediana era de 37 anys. Per cada 100 dones de 18 o més anys hi havia 102 homes.
La renda mediana per habitatge era de 36.750 $ i la renda mediana per família de 40.368 $. Els homes tenien una renda mediana de 27.303 $ mentre que les dones 25.000 $. La renda per capita de la població era de 14.564 $. Entorn del 10,5% de les famílies i el 13% de la població estaven per davall del llindar de pobresa.